# Limit (manga)
Limit (リミット?, Rimitto) è un manga scritto e disegnato da Keiko Suenobu dal 2009 al 2011. È stato pubblicato anche in Italia dal 2011 al 2012.
L'autrice è famosa per trattare spesso il tema del bullismo e delle violenze a scuola, come nel volume autoconclusivo Vitamin e nella serie che l'ha resa celebre, Life; in questa nuova serie, le dinamiche interpersonali delle protagoniste vengono trasferite in un altro ambiente e dai banchi di scuola ci trasferiamo in un luogo ostile dove i personaggi saranno costretti a lottare per la sopravvivenza.
Nel 2013 ne è stato tratto un dorama in 12 episodi trasmesso da TV Tokyo.

## Trama
Il pullman che dovrebbe condurre la classe di Konno in campeggio tra i monti ha un terribile incidente e precipita da un dirupo. Konno si risveglia a bordo del pullman e scopre che tutti i suoi compagni di classe sono morti, compresa Sakura, la ragazza più carina e popolare della classe, leader del gruppetto di amiche di cui Konno faceva parte.
In un modo o nell'altro, Konno riesce a strisciare fuori dal pullman e si ritrova nel bosco. Lì scoprirà di non essere la sola a essere sopravvissuta. Il sollievo si trasforma presto in angoscia. I ragazzi sopravvissuti all'incidente si troveranno a fare i conti con la lotta per la sopravvivenza e con le tensioni e drammi delle relazioni interpersonali, esacerbate e portate alle estreme conseguenze dall'orribile contesto dell'incidente.

## Personaggi
Konno Mitsuki (今野 水希?, Kon'no Mizuki)
Interpretata da: Nanami Sakuraba
La protagonista. Konno è una ragazza carina e intelligente, che a scuola gode di una certa popolarità. Ha un carattere però dichiaratamente indifferente e superficiale; dopo essere stata tradita dalla sua migliore amica Saoko alle medie, infatti, ha deciso di non preoccuparsi più degli altri e di pensare solo a se stessa. Il terribile incidente metterà in discussione tutto ciò in cui crede.
Chieko Kamiya (神矢 知恵子?, Kamiya Chieko)
Interpretata da: Tao Tsuchiya
È una ragazza dal carattere apparentemente freddo e distaccato. Affronta l'incidente con una calma quasi inquietante e ha i nervi sempre saldi. Grazie alle sue conoscenze in materia di sopravvivenza, i ragazzi sopravvissuti riescono ad affrontare le prime avversità come procacciarsi il cibo e trovarsi un riparo. Vuole sopravvivere per tornare a casa dai fratellini piccoli che l'aspettano.
Haru Ichinose (市ノ瀬 ハル?, Ichinose Haru)
Interpretata da: Ayano Kudo
Faceva parte del giro di amicizie di Konno prima dell'incidente. Era molto legata a Sakura e la sua morte la sconvolge. Ha un carattere piuttosto ambiguo e inizialmente è molto gelosa di Konno.
Arisa Morishige (盛重 亜梨紗?, Morishige Arisa)
Interpretata da: Rio Yamashita
Compagna di classe di Konno, è grassottella e ha un carattere molto chiuso. L'incidente farà emergere il suo lato inquietante e assetato di vendetta. Armata di un falcetto, riesce a tenere sotto scacco gli altri sopravvissuti e a godere un breve e folle momento di potere assoluto.
Chikage Usui (薄井 千影?, Usui Chikage)
Interpretata da: Yuka Masuda
Compagna di classe di Konno. Nell'incidente si è ferita alla gamba sinistra. È debole di carattere e si sente sempre lasciata indietro dalle compagne.

## Media

### Manga
Il manga, scritto e disegnato da Keiko Suenobu, è stato serializzato dal 13 ottobre 2009 al 13 settembre 2011 sulla rivista Bessatsu Friend edita da Kōdansha. I capitoli sono stati raccolti in 6 volumi tankōbon pubblicati dal 12 febbraio 2010 al 13 dicembre 2011.
In Italia la serie è stata pubblicata da Panini Comics sotto l'etichetta Planet Manga dal 31 luglio 2011 al 26 maggio 2012.
| Nº | Data di prima pubblicazione | Data di prima pubblicazione | Data di prima pubblicazione | Data di prima pubblicazione |
| Nº | Giapponese                  | Giapponese                  | Italiano                    | Italiano                    |
| -- | --------------------------- | --------------------------- | --------------------------- | --------------------------- |
| 1  | 12 febbraio 2010            | ISBN 978-4-06-341668-8      | 31 luglio 2011              | ISBN 978-88-6589-247-3      |
| 2  | 11 giugno 2010              | ISBN 978-4-06-341690-9      | 30 settembre 2011           | ISBN 978-88-6589-467-5      |
| 3  | 12 novembre 2010            | ISBN 978-4-06-341715-9      | 25 febbraio 2012            | ISBN 978-88-6589-605-1      |
| 4  | 11 marzo 2011               | ISBN 978-4-06-341734-0      | 24 marzo 2012               | ISBN 978-88-6589-638-9      |
| 5  | 13 luglio 2011              | ISBN 978-4-06-341750-0      | 28 aprile 2012              | ISBN 978-88-6589-639-6      |
| 6  | 13 dicembre 2011            | ISBN 978-4-06-341776-0      | 26 maggio 2012              | ISBN 978-88-6589-811-6      |

### Dorama
Un dorama live-action è stato trasmesso in Giappone su TV Tokyo dal 12 luglio al 27 settembre 2013 per un totale di 12 episodi.

## Accoglienza
Recensendo il primo volume del manga, Carlo Santos di Anime News Network ha affermato che anche se la storia è ambientata fuori dalle aule, ha tutto il dramma e la politica che si possa desiderare, anche se alcuni espedienti narrativi erano tutt'altro che eccezionali, finendo per assegnargli una B-. Rebecca Silverman dello stesso sito ha sostenuto che il manga tratta le questioni sociali del liceo con la durezza che meritano, riuscendo a fondere il bullismo con una storia di sopravvivenza, e anche se il risultato non è perfetto, riesce comunque a essere una lettura avvincente e gli ha dato come giudizio una B.
Al 17 luglio 2011, il quinto volume aveva venduto 30 934 copie in Giappone. Al 18 dicembre 2011, il sesto volume aveva venduto 32 754 copie in Giappone. Nella settimana dal 14 al 20 ottobre 2012, il primo volume si è classificato al secondo posto nella lista dei manga più venduti del New York Times. Ha venduto 10 milioni di copie in Giappone.